# Myromexocentrus
Myromexocentrus es un género de escarabajos longicornios de la tribu Acanthocinini.

## Especies
- Myromexocentrus quadrimaculatus Hayashi, 1983
- Myromexocentrus tibialis Breuning, 1957